# 청일전쟁과 여걸민비
청일전쟁과 여걸민비는 1964년에 개봉된 대한민국의 영화로 감독은 임원식, 나봉한이다. 컬러 영화이다.
19세기 조선 고종 당시 청-일-러 3국이 각축하는 치열한 역사를 묘사하고 있다. 

## 줄거리
민씨는 부모님이 정해놓은 무관 출신의 조중구와 혼약을 맺을 입장이었지만 조선왕조 26대 국왕인 고종의 부친인 흥선대원군의 눈에 띄어서 정략적으로 고종의 중전이 된다. 이미 조중구와의 혼약을 앞두고있는 민씨는 처음에는 반발을 하였지만 대원군의 지위와 고종의 어명이라는 점을 이유로 하는 수 없이 궁궐로 입궐하여 생활하게 된다. 이에 대원군은 조중구를 모함하여 그에게 참형을 내리게 하고 민비는 조중구의 죽음을 슬퍼하게 된다. 여기에 고종은 후궁들과 술을 마시며 시간을 보내고 있어서 정략적인 궁궐 생활을 하는 것에 소외감을 갖게 된다. 
한편 조중구의 동생인 조승구는 형의 원수를 갚기위해 무관으로 입궐하게 되었는데 이 때 민비의 아름다운 모습을 보면서 그녀에게 시선을 잡는다. 
밀려오는 서구 열강의 개방 요구에 맞서서 대원군은 천주교 신부들을 잡아서 참형에 처하고 서구의 개방 요구를 단호히 거부하며 쇄국정책을 펼치게 되고 경복궁 중건을 통해서 백성들을 동원시키게 되고 통행세를 부가하면서 백성들의 원성을 듣게된다. 이를 알게 된 민비는 대원군을 견제하기 위해 고종을 조종하면서 권력에 손을 대기 시작한다. 여기에 대원군이 종묘에 묻어두었던 은괴를 파내려는 사실을 알게되면서 대원군에 대한 경계와 갈등을 빚게되고 대원군 역시 며느리에 대한 배제와 증오를 가지며 극도로 경계한다.     
민비는 고종 앞에서 서원철폐를 통해 선비들을 강경진압한 것과 쇄국정책을 통해서 서구의 개방을 거부하는 모진 행태를 말하며 권력을 통해서 대원군을 배제하려고 다짐한다.     
이 때 조승구는 형을 죽인 대원군의 가마를 습격하여 대원군을 살해하려고 했으나 실패하여 대원군에게 붙잡혀 고문을 당하게 되고 대원군은 대왕대비 조씨로부터 은괴를 파내려는 문제에 대해 문책을 받는다.     
그러던 중에 별기군이 신설되고 구식군대들이 천대를 받는 가운데 선혜청 민겸호의 훈령에 따라 구식군대에게 쌀을 배급하게 되었는데 썩은 쌀에 모래와 겨가 섞여있는 것에 구식군대가 크게 분노하면서 임오군란이 터지게 되고 구식 군인들은 대원군의 친형이자 민비를 지지하는 흥인군을 살해하고 일본 공사관을 부수고 일본인 거류민들을 붙잡아 학살하면서 민비를 백방으로 찾아다니다가 발견하였지만 조승구의 도움으로 위기에서 벗어나 충주목 장호원으로 은신하게 된다. 구식군의 호위를 받아 입궐한 대원군은 민비는 죽었다며 고종에게 국상을 선포할 것을 요구하지만 민비가 청군을 부르게 되면서 청의 사신단에 의해 유배생활을 보낸다. 그리고 고종은 민비가 보낸 밀서를 통해서 민비가 살아있다는 것을 알게된다.   
한편 일본 공사는 고종에게 임오군란으로 인한 일본 공사관 파괴와 일본 거류민들의 학살피해 등에 대한 책임을 물으며 이에 대한 정신적, 금전적 배상을 요구하게 되고 고종은 이에 대한 책임을 지겠다고 답변한다.   
궁궐로 돌아온 민비는 황 선전관으로 알고있던 조승구의 정체가 조중구의 동생이었다는 것을 알게되면서 그에게 호감을 보이게 되고 조승구는 청군에 의해 붙잡혀서 총살형에 처해졌으나 다리에 총상만을 입어서 겨우 살아나 일본으로 건너간다.  
다시 실권을 잡은 민비는 일본을 견제하기 위해 아라사(러시아)와 동맹관계를 맺으려 하고 이에 일본 공사관은 자신들을 견제하는 민비를 제거하기로 결심하고 낭인들을 궁궐로 보내서 민비를 찾아다니게 된다. 그리고 운현궁을 떠나 공덕리 자택에 머물던 대원군은 친일파이자 훈련대장인 우범선으로부터 민비를 죽이는데 성공하면 왕으로 오르게 해주겠다는 일본 공사관의 조건을 듣고 가마를 타고 궁궐로 간다.  
한편 일본에서 장교로 있다가 조선에 돌아온 조승구는 민비를 구하기 위해 일본군과 교전을 하다가 민비가 쏜 총탄에 맞아 부상을 입게되고 민비는 조승구를 부축하며 궐밖으로 나가지만 결국 일본 낭인과 첩자로 들어온 일본 여자아이인 하나꼬에 의해 발각되어서 낭인이 휘두른 칼에 찔려서 그 자리에서 숨지고 일본 낭인들에 의해서 시신이 불에 타게되고 조승구도 부상을 입은 와중에 기어서 민비에게 다가가려고 하지만 끝내 숨을 거둔다. 

## 출연진
- 최은희 : 명성황후 역
- 김승호 : 흥선대원군 역
- 김진규 : 조중구 역
- 박노식 : 조승구 역
- 남궁원 : 고종 역
- 이민자 : 영보당 귀인 이씨 역
- 전옥
- 한은진
- 전계현 - 명성황후의 시위상궁 정란(훗날의 순헌황귀비 엄씨)
- 황해
- 허장강

## 수상
- 제3회(1964) 대종상
  - 여우주연상(최은희)
  - 남우조연상(박노식)
  - 녹음상(이경순)
  - 미술상(송백규, 김정환)